# 大阪府道26号大阪狭山線
大阪府道26号大阪狭山線（おおさかふどう26ごう おおさかさやません）は、大阪府大阪市生野区から大阪狭山市に至る府道（主要地方道）である。

## 概要
大阪市内の部分は通称・長居公園東筋または豊里矢田線と呼ばれる。長らく林寺2丁目・北田辺6丁目間は未開通であったが、2020年6月末に開通した。また、2009年夏現在、北余部交差点西側では新26号線を南方へ建設中であり、北余部と南余部の境界まで開通している。

### 路線データ
- 起点：大阪府大阪市生野区林寺（林寺2交差点、国道25号・大阪市道上新庄生野線交点）
- 終点：大阪府大阪狭山市池之原（国道310号交点）

## 歴史
- 1993年（平成5年）5月11日 - 建設省から、府道大阪狭山線が大阪狭山線として主要地方道に指定される[1]。

## 路線状況

### 重複区間
- 大阪府道187号大堀堺線（松原市天美西・天美西5丁目交差点 - 松原市天美我堂）
- 大阪府道12号堺大和高田線（松原市東新町 - 松原市南新町）

## 地理

### 通過する自治体
- 大阪市（生野区 - 東住吉区）
- 松原市
- 堺市（北区 -  東区 - 美原区 - 東区）
- 大阪狭山市

### 交差する道路
大阪市
- 国道25号（国道165号 重複）（大阪市生野区林寺・林寺2交差点、起点）
- 国道25号（国道165号 重複）（大阪市東住吉区桑津・桑津2交差点）
- 大阪府道5号大阪港八尾線（大阪市東住吉区東田辺・東住吉区役所前交差点）
- 国道479号（大阪市東住吉区鷹合・長居公園東交差点）
- 大阪府道42号住吉八尾線（大阪市東住吉区矢田・行基大橋交差点）

松原市
- 大阪府道187号大堀堺線（松原市天美西・天美西5丁目交差点）
- 大阪府道187号大堀堺線・大阪府道192号我堂金岡線（松原市天美我堂）
- 大阪府道187号大堀堺線（松原市天美東）
- 大阪府道12号堺大和高田線（松原市東新町）
- 大阪府道12号堺大和高田線（松原市南新町）

堺市
- 大阪府道31号堺羽曳野線（堺市北区野遠町）
- 大阪府道2号大阪中央環状線（堺市北区八下北・野遠石原町交差点）
- 大阪府道190号西藤井寺線（堺市美原区大饗・大饗交差点）
- 大阪府道36号泉大津美原線（堺市美原区北余部・北余部北交差点）
- 大阪府道35号堺富田林線（堺市美原区北余部・北余部交差点）
- 大阪府道36号泉大津美原線（大阪府道210号平尾鳳停車場線 重複）（堺市東区北野田・北野田交差点）

大阪狭山市
- 大阪府道203号富田林狭山線（大阪狭山市池尻中）
- 国道310号（大阪狭山市池之原・池之原中交差点、終点）

### 沿線にある施設など
- 田辺駅
- 大阪市立田辺小学校
- 東住吉区役所
- 長居公園
- 大阪府立東住吉支援学校
- 大泉緑地
- 大池公園 (堺市)
- 狭山駅
- 大阪府立狭山池博物館
- 狭山池